# Jean-Marie Trappeniers
Jean-Marie Trappeniers (13 de janeiro de 1942 - 2 de novembro de 2016) foi um futebolista belga que competiu na Copa do Mundo de 1970 pela Seleção Belga.
Durante sua carreira, ele também jogou pelo Anderlecht, Union Saint-Gilloise, Royal Antwerp e Eendracht Aalst.[carece de fontes?]
Trappeniers morreu no dia 2 de novembro de 2016.